# هفته پیش امشب با جان اولیور
هفتهٔ پیش، امشب با جان اولیور برنامه گفتگو محور است که به صورت هفتگی در ساعت ۱۱:۰۰ شب در اچ‌بی‌او ایالات متحده پخش می‌شود هر برنامه نیم ساعت است.. برنامه در روز یک‌شبنه ۲۷ آوریل ۲۰۱۴ به میزبانیِ جان اولیور آغاز شد. وی پیش از این یکی از خبرنگاران برنامهٔ «نمایش روزانه بان جان استوارت» بود. برنامه از همان مشی برنامهٔ «نمایش روزانه» پیروی می‌کند و با کاوش اخبار، سیاست و رویدادهای کنونی در هفتهٔ اخبر به بررسی آن‌ها پرداخته و آن‌ها را به «هجو» می‌کشد.
قراردادِ اولیور با «اچ‌بی‌او» حداقل دوساله به همراه امکان افزایش است. «اولیور» گفته است که شبکه به وی اجازه آزادی عمل کامل را به وی داده و وی می‌تواند خلاقانه به موضوعات پرداخته و آن‌ها را به نقد بکشد. «اچ‌بی‌او» در زمان پخش برنامه هیچ‌گونه آگهی‌ایی پخش نمی‌کند. پس از بررسی و بحث درباره برنامه «اولیور» و رئیس شبکه امکان گسترش برنامه از نیم به یک ساعت را محتمل دانسته‌اند و نیز امکان افزایش تعداد برنامه‌ها به بیش از یک برنامه در هفته را ممکن دانستند.

## نقد
آغاز برنامه‌ٔ جان اولیور بیش از ۱.۱ میلیون بیننده را جذب کرد.
«هنک استوئر» از «واشینگتن پست» برنامه‌ٔ «اولیور» را با «نمایش روزانه‌ٔ جان استوارت» مقایسه کرد. وی درباره‌ٔ آغاز این برنامه نوشته است:«برنامه‌ٔ سوزان دیگری که برای جوالدوز زدن به رسانه‌های عمده آغاز شده تا به نحو هجوآمیز و با لهجه‌ٔ بریتانیایی به تمسخر اخبار سیاسی بپردازد... درست مانند «نمایش روزانه»...».
جیمز پونیوزک از «تایم» این برنامه را با «نمایش روزانه» مقایسه کرد و به اینکه جان اولیور «به تمام نیم ساعت دسترسی دارد» اشاره کرد. همچننی وی از لحن تندتر و جهانی «اولیور»تقدیر نمود و دیدگاه وی را «یک انگلیسی خارج‌نشین» تلقی نمود. «شور نبوغ‌آمیز وی در برابر موضوعات برنامه» در کنارِ «آغاز با اعتماد به نفس و با مزه» نیز توصیف دیگری از برنامه‌ٔ وی بود.
نویسنده‌ٔ «گاوکر»، «جردن سارجنت» ادعا کرد که «هفته‌ٔ پیش، امشب» در واقع «نمایش روزانه‌ٔ جدیدی» است.

## پخش بین‌المللی
پخش برنامه در مجارستان از ۲ می ۲۰۱۴ آغاز شد. برنامه در ساعت ۸:۰۰ شب در شبکه‌ٔ «اچ‌بی‌او کمدی» به همراه زیرنویس پخش می‌گردد و از طریق «اچ‌بی‌او گو» نیز قابل مشاهده است.

## قسمت‌ها
| فصل | فصل | قسمت‌ها | تاریخ نمایش    | تاریخ نمایش    |
| فصل | فصل | قسمت‌ها | پخش اولین قسمت | پخش آخرین قسمت |
| --- | --- | ------ | -------------- | -------------- |
|     | اول | ۲۴     | ۲۷ آوریل ۲۰۱۴  | ۹ نوامبر ۲۰۱۴  |
|     | دوم | ۳۵     | ۸ فوریه ۲۰۱۵   | N/A            |

## جوایز و نامزدی‌ها
| سال  | جوایز                          | دسته                                                           | نتیجه     |
| ---- | ------------------------------ | -------------------------------------------------------------- | --------- |
| ۲۰۱۵ | جوایز انجمن نویسندگان آمریکا   | مجموعه کمدی/متنوع                                              | برنده     |
| ۲۰۱۵ | جوایز انجمن تهیه‌کنندگان آمریکا | بهترین تهیه‌کنندگی برنامه سرگرم‌کننده زنده و گفتگویی در تلویزیون | نامزدشده  |
| ۲۰۱۵ | جوایز دوریان                   | نمایش موضوعات کنونی تلویزیون در سال                            | نامزدشده  |
| ۲۰۱۵ | جوایز پی‌بادی                   | جوایز پی‌بادی                                                   | برنده     |
| ۲۰۱۵ | جوایز گلاد مدیا                | بهترین قسمت برنامه گفتگویی                                     | برنده     |
| ۲۰۱۵ | جوایز انتخاب منتقدان           | بهترین برنامه گفتگویی                                          | نامزدشده  |
| ۲۰۱۵ | جوایز انجمن منقدان تلویزیون    | برترین دستاورد در زمینه اخبار و اطلاعات                        | برنده     |
| ۲۰۱۵ | جوایز امی ساعات پربیننده       | بهترین مجموعه تلویزیونی متنوع گفتگو محور                       | در انتظار |
| ۲۰۱۵ | جوایز امی ساعات پربیننده       | بهترین نویسندگی برای مجموعه متنوع                              | در انتظار |
| ۲۰۱۵ | جوایز امی ساعات پربیننده       | بهترین برنامه کنشی                                             | در انتظار |
| ۲۰۱۵ | جوایز امی ساعات پربیننده       | بهترین ویرایش برای برنامه‌های متنوع                             | در انتظار |